# TROS
Omroepvereniging TROS fue una organización pública de radio y televisión de los Países Bajos, que formó parte de la radiodifusión pública neerlandesa desde 1964 hasta 2014. Su programación estaba especializada en programas de entretenimiento y concursos, y fue el primer miembro de la radiotelevisión pública sin adscripción política o religiosa. En 2014 se fusionó con AVRO para formar el grupo AVROTROS.
El nombre de la asociación era un acrónimo de Televisie & Radio Omroep Stichting (en español: Organización de Radio y Teledifusión).

## Historia
Los orígenes de la asociación se remontan a una emisora pirata: en 1963, un grupo de empresarios neerlandeses fundaron un canal de televisión privado, TV Noordzee, que emitía desde una plataforma petrolífera en aguas territoriales —la isla REM— sobre la que habían instalado un transmisor que ofrecía series importadas de Estados Unidos. La estrategia era similar a la de Radio Veronica, que emitía desde un barco en aguas internacionales, y cuestionaba el monopolio estatal sobre la radiodifusión pública, en aquella época repartida entre organizaciones políticas y religiosas. 
Las emisiones desde la isla REM solo duraron tres meses, pues el gobierno neerlandés las clausuró en 1964 por violación del espectro radioeléctrico. No obstante, el canal se hizo tan popular que sus impulsores crearon una asociación, TROS (Televisie & Radio Omroep Stichting), para formar parte del sistema de radiodifusión pública.
Las emisiones de TROS dentro de la radiotelevisión pública comenzaron en diciembre de 1964. La asociación apostó desde el principio por espacios de entretenimiento sin vínculos religiosos ni políticos, a diferencia del resto de radiodifusoras, por lo que pronto se convirtió en una de las organizaciones más populares. Además obligó al resto a cambiar su programación para captar público generalista o bien especializarse en formatos concretos. En los años 1980 era la segunda asociación en número de afiliados por detrás de Veronica, y a partir de 1995 se convirtió en la organización con más miembros de la red pública.
En 2010, el gobierno neerlandés modificó la ley de radiodifusión pública para reducir el número de organizaciones. TROS llegó a un acuerdo con el grupo AVRO para crear la radiodifusora AVROTROS, cuyas emisiones comenzaron a partir del 1 de enero de 2014.